# 김민수 (1988년)
김민수(1988년 2월 28일 ~)는 대한민국 카운터-스트라이크 프로게이머이며, 위메이드 폭스CS 소속이었다. 아이디는 Glow를 사용한다. 2008년도에 해체한 Lunatic-hai 소속이었으며 위메이드 폭스 창단 이후 이적했다. 2011년 8월 22일 위메이드 폭스 해체 이후 2011년 인텔익스트림마스터즈 월드챔피온십 시즌5에서 RedCode라는 클랜명칭을쓰고 참가한 뒤 E-stras soul을 마지막으로 대회를 치르고 군대에 입대했다가 최근 2014년에 전역하고 카스온라인리그에서 활약하고 있다.

## 수상 경력
- 2010.11 WEM2010 우승
- 2010.11 IEF 2010 3위
- 2010.08 WCG2010 국가대표 선발전 우승
- 2010.08 e스타즈 2010 킹오브더게임 준우승
- 2010.04 카스온라인 동아시아대회 우승
- 2010.02 ESL S4 Asia Championship Finals 우승
- 2009.11 실내아시아경기대회 e스포츠부문 금메달
- 2009.10 ESL 인텔 익스트림 마스터즈 시즌 4 3위
- 2009.09 GameGune 2009 준우승
- 2009.07 e-Stars King of the Game 준우승
- 2009.07 e-Stars Continental Cup East 승
- 2009.05 DTS-CUP 준우승
- 2009.03 Inter Extreme Masters Global Final 5~6위